# Alessandro Lai
Alessandro Lai (Fonsarda, Càller, 22 de gener de 1970) és un dissenyador de vestuari italià. Es llicencià en història de l'art contemporani amb una tesi doctoral sobre les obres de Piero Tosi i Luchino Visconti. Es va formar a la històrica Sartoria Tirelli de Roma amb Piero Tosi, Gabriella Pescucci i Maurizio Millenotti. Ha col·laborat amb diversos directors italians com Franco Zeffirelli, Liliana Cavani i Cristina Comencini però principalment amb Francesca Archibugi i Ferzan Özpetek com a dissenyador de vestuari.

## Filmografia

### Cinema
- Rosa e Cornelia, de Giorgio Treves (2000)
- Sud Side Stori, de Roberta Torre (2000)
- Tra due mondi, de Fabio Conversi (2001)
- Callas Forever, de Franco Zeffirelli (2002)
- Operazione Rosmarino, d'Alessandra Populin (2002)
- Senso '45, de Tinto Brass (2002)
- Il quaderno della spesa, de Tonino Cervi (2003)
- A/R Andata + Ritorno, de Marco Ponti (2004)
- Vaniglia e cioccolato, de Ciro Ippolito (2004)
- La spettatrice, de Paolo Franchi (2004)
- Lezioni di volo, de Francesca Archibugi (2007)
- Oliviero Rising, de Riki Roseo (2007)
- Saturno contro, de Ferzan Özpetek (2007)
- Questione di cuore, de Francesca Archibugi (2009)
- Mine vaganti, de Ferzan Özpetek (2010)
- Appartamento ad Atene, de Ruggero Dipaola (2012)
- Bellas mariposas, de Salvatore Mereu (2012)
- E la chiamano estate, de Paolo Franchi (2012)
- Good As You - Tutti i colori dell'amore, de Mariano Lamberti (2012)
- L'amore è imperfetto, de Francesca Muci (2012)
- Magnifica presenza, de Ferzan Özpetek (2012)
- Allacciate le cinture, de Ferzan Özpetek (2014)
- Fratelli unici, d'Alessio Maria Federici (2014)
- N-Capace, de Eleonora Danco (2014)
- Vinodentro, de Ferdinando Vicentini Orgnani (2014)
- Il nome del figlio, de Francesca Archibugi (2015)
- Latin Lover, de Cristina Comencini (2015)
- Sei mai stata sulla Luna?, de Paolo Genovese (2015)
- Tommaso, de Kim Rossi Stuart (2016)
- Napoli velata, de Ferzan Özpetek (2017)
- La dea fortuna, de Ferzan Özpetek (2019)

### Televisió
- Renzo e Lucia, de Francesca Archibugi (2003)
- Virginia, la monaca di Monza, d'Alberto Sironi (2004)
- Carabinieri - Sotto copertura, de Raffaele Mertes (2005)
- De Gasperi, l'uomo della speranza, de Liliana Cavani (2005)
- Un dottore quasi perfetto, de Raffaele Mertes (2007)
- Eroi per caso, d'Alberto Sironi (2010)
- Angeli e diamanti, de Raffaele Mertes (2011)
- Barabba, de Roger Young (2012)
- Romeo e Giulietta, de Riccardo Donna (2014)
- Sotto copertura, de Giulio Manfredonia (2015-2017)
- I Medici - sèrie TV (2016-2019)
- In arte Nino, de Luca Manfredi (2017)
- Diavoli (Devils) - minisèrie TV (2020)

## Premis i nominacions
David di Donatello
- 2010: nominat a millor vestuari per Mine vaganti
- 2012: nominat a millor vestuari per Magnifica presenza
- 2013: nominat a millor vestuari per Appartamento ad Atene
- 2014: nominat a millor vestuari per Allacciate le cinture
- 2015: nominat a millor vestuari per Latin Lover
- 2018: nominat a millor vestuari per Napoli velata

Premis Goya
- 2003: nominat a millor vestuari per Callas Forever[5]

Nastro d'argento
- 2001: nominat a millor vestuari per Rosa e Cornelia
- 2002: millor vestuari per Senso '45
- 2003: nominat a millor vestuari per Callas Forever
- 2012: millor vestuari per Magnifica presenza
- 2015: nominat a millor vestuari per Latin Lover
- 2018: nominat a millor vestuari per Napoli velata